# BBL (газопровод)

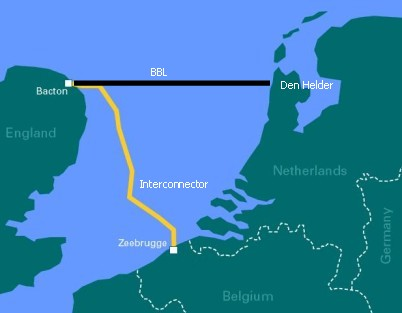
газопровод BBL на карте

Газопровод Балгзанд — Бактон (англ: Balgzand — Bacton pipeline (BBL)) — морской трубопровод для транспортировки природного газа, соединяющий газотранспортные системы Нидерландов и Великобритании. Введён в эксплуатацию в 2006 году.

## Описание
Общая протяжённость трубопровода составляет 235 километров, из которых около 230 километров находится в открытом море. Диаметр трубопровода — 910 мм, рабочее давление — 135 стандартных атмосфер (13 700 кПа). 
Выбор Бактона, как конечного пункта газопровода, объясняется тем, что тут ещё до начала строительства этого объекта уже существовал мощный газовый хаб, к которому сходятся трубопроводы от морских месторождений.
Пропускная способность газопровода на начальном этапе составляла 15 млрд м3 в год (в прямом направлении), однако впоследствии была повышена до 18 млрд м3 в год (в прямом направлении) путем установки дополнительного компрессора на компрессорной станции в Нидерландах. Трубопровод может транспортировать газ в двух направлениях, однако до октября 2018 г. он работал только в "прямом направлении" (поставки из Нидерландов в Великобританию). Пропускная способность газопровода в обратном направлении (из Великобритании в Нидерланды) составляет 5,89 млрд куб. м в год.
В 2013 году через газопровод было прокачано 7,4 млрд м3 природного газа, в 2014 — 6,4 млрд м3, в 2015 — 3,3 млрд м3
Газопровод состоит из следующих участков:
- компрессорная станция в городе Анна-Полона (Нидерланды). Оборудована четырьмя компрессорами по 23 МВт (три основные и один резервный) ;
- трубопровод по территории Нидерландов;
- 230-километровый морской участок;
- трубопровод по территории Британии;
- приёмный терминал компании BBL, откуда газ после приведения его давления и температуры к нормативным значениям направляется в газотранспортную сеть Великобритании.

## Собственники
Газопровод разработан и эксплуатируется компанией BBL. Основные акционеры: нидерландская компания Gasunie (60 %), немецкая Ruhrgas (20 %) и бельгийская Fluxys (20 %). В 2007 году 9 % доли Gasunie было передано «Газпрому» в обмен на 9 % доли в газопроводе «Северный поток».